# Lindblad (cràter)

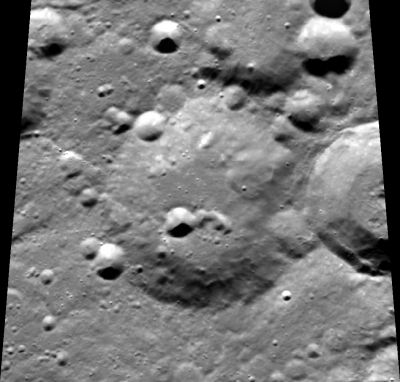
Fotografia de la missió Clementine (1994)

Lindblad és un antic cràter d'impacte que es troba en la cara oculta de la Lluna, just més enllà del terminador nord-oest. Aquesta formació està situada al sud-est del cràter Brianchon, i al nord-est de Cremona.
Els detalls fins en la vora d'aquest cràter han estat desgastats per una història d'impactes menors, deixant només una depressió de vora arrodonida en la superfície. L'impacte més recent, Lindblad F, s'introdueix lleugerament en la vora oriental, i diversos petits cràters es troben en el bord nord i sud-oest. La superfície interior està marcada per una formació de cràters adjacents just al sud i sud-oest del punt central.

## Cràters satèl·lit
Per convenció aquests elements són identificats en els mapes lunars posant la lletra en el costat del punt central del cràter que està més proper a Lindblad.
|          | \| Lindblad \| Coordenades \| Diàmetre \| \| -------- \| -------------------------------------- \| -------- \| \| F \| 70° 36′ N, 94° 18′ O / 70.6°N,94.3°O \| 42 km \| \| S \| 69° 42′ N, 104° 54′ O / 69.7°N,104.9°O \| 25 km \| \| Y \| 73° 00′ N, 101° 12′ O / 73.0°N,101.2°O \| 28 km \| |          |
| Lindblad | Coordenades | Diàmetre |
| F        | 70° 36′ N, 94° 18′ O / 70.6°N,94.3°O | 42 km    |
| S        | 69° 42′ N, 104° 54′ O / 69.7°N,104.9°O | 25 km    |
| Y        | 73° 00′ N, 101° 12′ O / 73.0°N,101.2°O | 28 km    |